# Niels Ludvig Westergaard
Niels Ludvig Westergaard (Copenaghen, 27 ottobre 1815 – Copenaghen, 9 settembre 1878) è stato un orientalista danese.

## Biografia
Era il padre dell'economista Harald Westergaard (1853-1936). Westergaard studiò la lingua norrena e il sanscrito a Copenhagen, proseguendo gli studi presso l'Università di Bonn (1838 con Christian Lassen 1800-1876) e anche a Londra (1839), Parigi e Oxford. Quando ritornò in Danimarca, pubblicò "Radices linguae sanscritae".
Dal 1841 al 1844 viaggiò per l'India e la Persia, dove condusse importanti indagini a Bombay ea Persepoli. Nel 1844 cominciò a decifrare la scrittura cuneiforme, trovando 96 segni sillabali, 16 ideogrammi e 5 determinanti.
Nel 1845 fu nominato professore di filologia indo-orientale presso l'Università di Copenaghen.
Fu un pioniere dello studio della lingua elamica.

## Opere principali
- On the Connexion between Sanscrit and Icelandic, in Mémoires de la Société Royale des Antiquaires du Nord, 1840[-1844], pp. 41-74
- On the Deciphering of the Second Achaemenian or Median Species of Arrowheaded Writing, in Mémoires de la Société Royale des Antiquaires du Nord, 1840[-1844], pp. 271-439
- Radices linguae Sanscritae: ad decreta grammaticorum definivit atque copia exemplorum exquisitiorum illustravit, Bonn, 1841
- Zur Entzifferung der Achämenidischen Keilschrift zweiter Gattung, in Zeitschrift für die Kunde des Morgenlandes, 6, 1845, pp. 337-466
- Sanskrit Læsebog med tilhörende ordsamling, Copenhagen, 1846.
- Kortfattet Sanskrit Formlære, Copenhagen, 1846
- Codices Orientales Bibliothecae Regiae Havniensis ... enumerati et descripti, Copenhagen, 1846
- Sagan af Hrafnkeli Freysgoòa, Copenhagen, 1847
- Bundehesh, liber pehlvicus e vetustissimo codice Havniensi descripsit, duas inscriptiones regis Saporis primi adjecit, Copenhagen, 1851
- Inscriptiones duœ Regis Saporis primi, prope a vico Hâjiâbâd incisœ, Copenhagen, 1851
- Bemærkninger om Zendavestas Alder og Hjemstavn, in Oversigt over Kongelige Danske Videnskabernes Selskabs Forhandlinger, 1852, pp. 207 sgg.
- Zendavesta, or the Religious Books of the Zoroastrians, I. The Zend Texts (traduzione e curatela), Copenhagen, 1852-54
- Beitrag zur altiranischen Mythologie, in Indische Studien, tradotto dal danese da Friedrich von Spiegel, Berlino, 1855
- Om den anden eller den sakiske Art af Akhæmenidernes Kileskrift, in Det Kongelige Danske Videnskabernes Selskabs Skrifter, V/2, 1856, pp. 39-178
- Om de ældste Tidsrum i den indiske Historie med Hensyn til Literaturen, Copenhagen, 1860
- Ueber den ältesten Zeitraum der indischen Geschichte mit Rücksicht auf die Litteratur. Ueber Buddha’s Todesjahr und einige andere Zeitpunkte in der älteren Geschichte Indiens: Zwei Abhandlungen, Breslau, 1862
- Bidrag til de indiske Lande Málavas og Kanyakubjas Historie, 1868
- Om de indiske Kejserhuse fra det fjerde til det tiende Aarhundrede og nogle ældere Fyrsteslægter efter samtidige Aktstykker, in Det Kongelige Danske Videnskabernes Selskabs Skrifter, V/3, Copenhagen, 1869